# Pierre-Louis Menanteau
Pour les articles homonymes, voir Menanteau.
Pierre-Louis Menanteau est un homme politique français né le 12 juillet 1755 à Olonne-sur-Mer (Vendée) et décédé le 21 mars 1828 aux Sables-d'Olonne (Vendée).
Avocat puis magistrat, conseiller général, sous-préfet des Sables-d'Olonne sous le Premier Empire, il est député de la Vendée en 1815, pendant les Cent-Jours.

## Sources
- « Pierre-Louis Menanteau », dans Adolphe Robert et Gaston Cougny, Dictionnaire des parlementaires français, Edgar Bourloton, 1889-1891 [détail de l’édition]